# Ancylonotopsis fuscosignatus
Ancylonotopsis fuscosignatus là một loài bọ cánh cứng trong họ Cerambycidae.